# Doronicum kamaonense
Doronicum kamaonense là một loài thực vật có hoa trong họ Cúc. Loài này được (DC.) Alv.Fern. mô tả khoa học đầu tiên năm 2001.